# Dieter Mauritz
Dieter Mauritz (* 21. November 1918 in Berlin, Preußen; † 3. April 1988 in Gütersloh, Nordrhein-Westfalen) war ein deutscher Tischtennisspieler und -funktionär. Er wurde zwischen 1936 und 1949 viermal Deutscher Meister und war von 1965 bis 1981 der siebte Präsident des Deutschen Tischtennis-Bundes.

## Aktive Laufbahn
Mauritz war der Sohn eines Majors. 1921 übersiedelte die Familie von Berlin nach Barmen. Seine Mutter förderte sein Interesse für den Tischtennissport, den er zunächst als Hobby zu Hause mit seinen beiden Brüdern betrieb. 1933 wurde er internationaler belgischer Meister im Einzel und Doppel. Zunächst erzielte er mit Tennis noch regionale Erfolge, ab 1936 konzentrierte er sich komplett auf das Tischtennis.
Mauritz war Abwehrspieler. Sein Defensivspiel wurde oft als unattraktiv kritisiert.
Sein erstes Länderspiel bestritt Mauritz 1935 gegen Frankreich. In der Folge wurde er bis 1952 insgesamt 31-mal für die Nationalmannschaft nominiert. Dabei nahm er an vier Weltmeisterschaften teil. Um 1933 wurde er unter den ersten zehn in der Weltrangliste geführt.
Er war auch am ersten Länderspiel einer deutschen Mannschaft nach dem Zweiten Weltkrieg beteiligt. Am 24. Januar 1950 trat er in Gelsenkirchen zusammen mit Helmuth Hoffmann und Heinz Raack gegen Schweden an. Zwischen 1936 und 1949 wurde er als lange einziger Spieler des Westdeutschen Verbands viermal Deutscher Meister im Herreneinzel. Erst 1962 wurde mit Eberhard Schöler ein weiterer aus diesem Regionalverband Meister. Mauritz spielte für die Vereine Barmer TC, SW Wuppertal, BW Oberkassel, MTV München und Gold-Weiß Wuppertal (ab 1948).
Auch nach dem Zweiten Weltkrieg war Mauritz noch sporadisch im Tennis aktiv. 1947 wurde er deutscher Hochschulmeister, aktiv war er beim Verein Iphitos München.

## Arbeit beim DTTB
Nach dem Ende seiner aktiven Laufbahn übernahm er Aufgaben beim DTTB. Zunächst war er 1952 bis 1961 Sportwart, 1961 kandidierte er erfolglos zum Präsidenten des Verbandes und unterlag mit 46:76 Stimmen Kurt Entholt. Nach dessen Verzicht auf eine Teilnahme an der Bundeshauptversammlung wurde Mauritz schließlich Anfang Juli 1965 in Borkum einstimmig zum neuen Präsidenten gewählt. Dieses Amt hatte er bis 1981 inne, dann kandidierte er nicht mehr. Sein Nachfolger wurde Hans Wilhelm Gäb. In seine Amtszeit fiel die Einführung der Bundesliga, die Durchführung der Weltmeisterschaft 1969 und der Europameisterschaft 1978 in Deutschland und die Verpflichtung von hauptamtlichen Trainern.
1976 wurde ihm das Verdienstkreuz I. Klasse des Verdienstordens der Bundesrepublik Deutschland verliehen. Wegen seiner Verdienste ernannte ihn der DTTB 1981 zum Ehrenpräsident.
Nach seinem Tod – am 3. April 1988 – stiftete der Vorstand des DTTB den Dr. Dieter-Mauritz-Gedächtnispreis. Dieser wird an Personen verliehen, die sich um den deutschen Tischtennissport verdient gemacht haben. Beispielsweise wurde am 14. Juni 2001 Diane Schöler mit diesem Preis ausgezeichnet.

## Privat
Nach dem Zweiten Weltkrieg studierte Mauritz Jura an der Universität München und promovierte zum Dr. Jur. an der Universität zu Köln. 1952 wurde er als Rechtsanwalt zugelassen. Daraufhin gründete er in Gütersloh eine Rechtsanwalts- und Notariatskanzlei, womit er von da an seinen Lebensunterhalt verdiente.
Er war verheiratet mit Sigrid, geb. Niemöller (* 28. Juli 1927; † 7. Juli 1999) und hatte zwei Kinder, nämlich Astrid (* 11. Juli 1954; † 14. Januar 1971) und Dietrich (* 15. September 1957).
Dieter Mauritz's Bruder Fritz fiel 1941 im Osten.

## Erfolge
- Teilnahme Tischtennisweltmeisterschaften mit der deutschen Mannschaft
  - 1936 in Prag: 11. Platz
  - 1938 in London: 9. Platz
  - 1951 in Wien: 10. Platz
  - 1952 in Bombay: 9. Platz
- Nationale deutsche Meisterschaften
  - 1936 Gelsenkirchen Einzel 1. Platz
  - 1937 Berlin Einzel 1. Platz
  - 1939 Frankfurt am Main Einzel 3. Platz
  - 1947 Heppenheim Einzel 1. Platz
  - 1949 Lübeck Einzel 1. Platz
  - 1950 Rheydt Einzel 3. Platz, Doppel 2. Platz mit Kurt Braun
- Internationale Deutsche Meisterschaften
  - 1937 Berlin Einzel 2. Platz, Doppel 2. Platz mit Georg Kutz, Mixed 3. Platz mit Berti Capellmann
  - 1938 Krefeld Einzel 3. Platz, Doppel 3. Platz mit Götz Meschede
- Deutsche Mannschaftsmeisterschaften
  - 1947 Mölln Sieger mit MTV München von 1879
  - 1948 Berlin Sieger mit MTV München von 1879
- Sonstige Erfolge
  - 1947/48 in München: Bayerische Meisterschaft – 1. Platz im Einzel

## Turnierergebnisse
| Verband | Veranstaltung     | Jahr | Ort     | Land | Einzel     | Doppel       | Mixed        | Team |
| ------- | ----------------- | ---- | ------- | ---- | ---------- | ------------ | ------------ | ---- |
| GER     | Weltmeisterschaft | 1956 | Tokio   | JPN  | letzte 128 | keine Teiln. | keine Teiln. | 5    |
| GER     | Weltmeisterschaft | 1952 | Bombay  | IND  | letzte 128 | letzte 32    | keine Teiln. | 9    |
| GER     | Weltmeisterschaft | 1951 | Wien    | AUT  | letzte 64  | keine Teiln. | letzte 64    | 10   |
| GER     | Weltmeisterschaft | 1938 | Wembley | ENG  | letzte 16  | letzte 64    | keine Teiln. | 10   |
| GER     | Weltmeisterschaft | 1936 | Prag    | TCH  | letzte 16  | letzte 32    | keine Teiln. | 11   |